# Trichoxenia
Trichoxenia is een geslacht van vliesvleugeligen uit de familie bronswespen (Chalcididae). De wetenschappelijke naam van dit geslacht is voor het eerst geldig gepubliceerd in 1883 door Kirby.

## Soorten
Het geslacht Trichoxenia is monotypisch en omvat slechts de volgende soort:
- Trichoxenia cineraria (Walker, 1871)